# Norman Edward Shumway
Norman Edward Shumway (Kalamazoo, 9 febbraio 1923 – Palo Alto, 10 febbraio 2006) è stato un cardiochirurgo statunitense, specializzato in cardiochirurgia, noto per essere un pioniere nei trapianti di cuore senza rigetto; cardiochirurgo presso la Stanford University, è stato il 67º presidente dell'American Association for Thoracic Surgery.

## Biografia

### I primi anni
Nato a Kalamazoo nel Michigan il 9 febbraio 1923, è figlio unico di Norman Edward Shumway e Laura Irene Vandervliet. Passato il primo anno di vita, i genitori decidono di trasferirsi a Jackson, nel Michigan, per occuparsi del caseificio di famiglia. Shumway si diploma alla scuola locale e viene affascinato dal mondo della medicina quando un suo compagno di classe muore di appendicite. Era un bambino curioso, abile oratore di poche ma ottime parole, soprattutto nei dibattiti; il suo attivismo lo porta anche a vincere un concorso scolastico. Nel settembre del 1941, Shumway si iscrive alla facoltà di giurisprudenza dell’Università del Michigan. Nel compilare il questionario medico-attitudinale somministrato dall'esercito, inserisce come preferenza la volontà di avere una formazione medica, piuttosto che diventare un odontoiatra.
Decide, quindi, di abbandonare giurisprudenza e arruolarsi definitivamente nell'esercito statunitense, frequentando il John Tarleton Agricultural College a Stephenville, in Texas. Durante l'addestramento specialistico nell'esercito presso la Baylor University, Shumway partecipa ad un corso di formazione sanitaria, appassionandosi alla disciplina. Si iscrive alla facoltà di medicina della Vanderbilt University a Nashville, Tennessee, ottenendo la laurea nel 1949. Qui viene influenzato da Barney Brooks, medico chirurgo, e Cobb Pilcher, medico neurochirurgo, passando molto tempo nell'antica libreria dell'università e appassionandosi ai dettagliatissimi libri di chirurgia. Il giovane gradualmente si fa coinvolgere dalla sua futura professione, entrando in contatto con l’ambiente sanitario attraverso una formazione umanistica. 

### La carriera universitaria
Shumway segue il percorso specialistico per 5 anni come medico tirocinante presso l'Università del Minnesota sotto la guida del capo di dipartimento Owen Wangensteen, chirurgo americano, e Walt Lillehei, precursore della Chirurgia Toracica e della Chirurgia Cardiaca, passando un anno della sua formazione nel dipartimento di fisiologia e dedicandosi sia alla clinica che al laboratorio. Il giovane medico rimasto particolarmente colpito dalla personalità meravigliosamente individualista di Wangensteen, e dalla vita di Lillehei, tanto da dedicargli un breve componimento il giorno del suo compleanno.

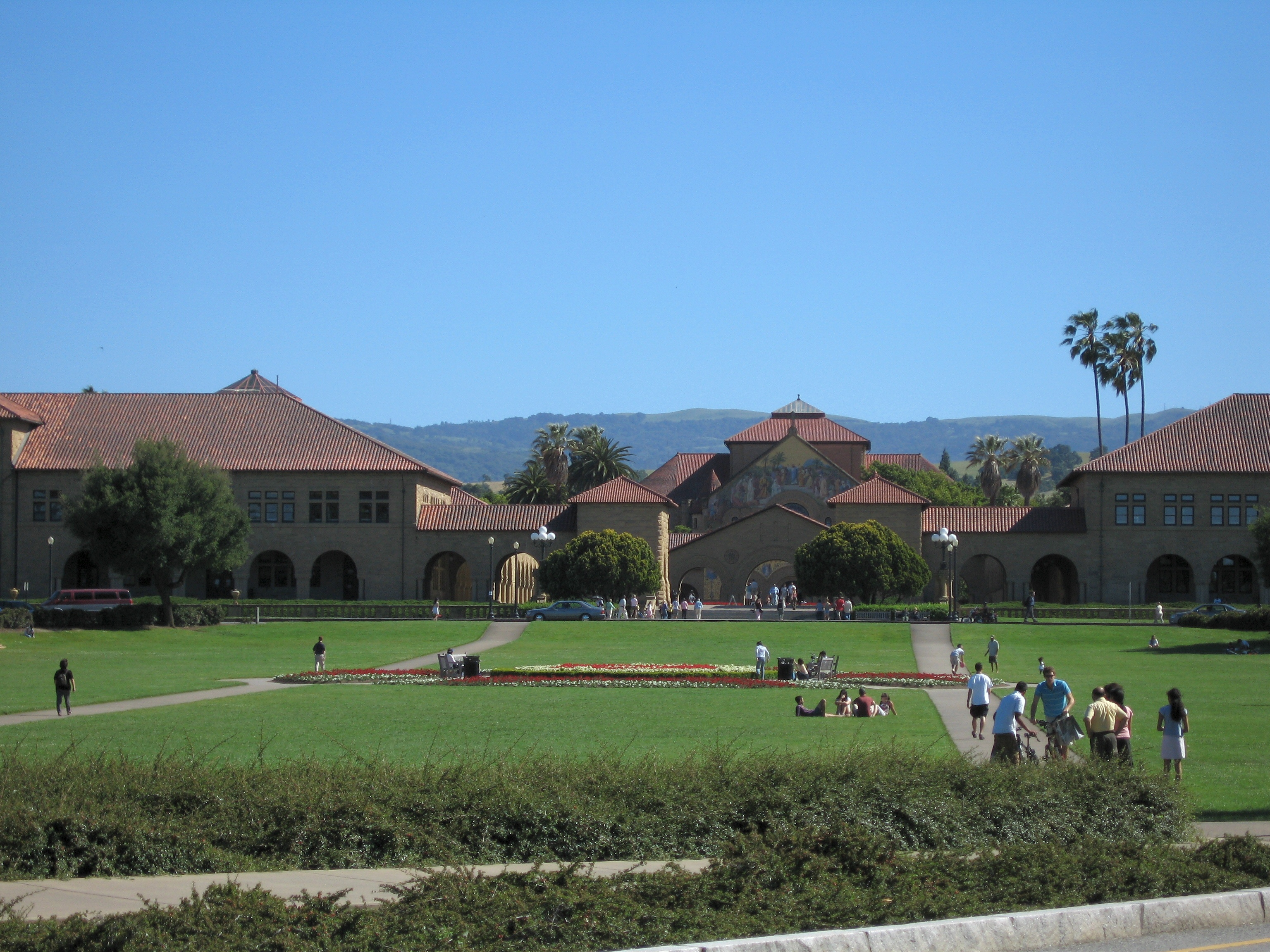
Stanford University lungo l'Ovale

Nel 1956 lavora con il pioniere dei trapianti e collega Christiaan Barnard, e nello stesso anno ottiene il dottorato come medico chirurgo. Entra in contatto con molti medici che hanno contribuito a rendere singolare ed eccezionale la storia della medicina, ottenendo risultati significativi insieme alla patologa Margaret Billingham, che sviluppa i noti "Criteri di Billingham", fondamentali nel riconoscimento e nella classificazione del rigetto precoce a seguito di un trapianto cardiaco. Nel 1958 diventa insegnante di chirurgia presso lo Stanford Hospital e la Stanford University di San Francisco, in California. Successivamente continua la sua carriera a Palo Alto. Trascorre molti anni formando promettenti giovani specializzandi in cardiologia e chirurgia cardiotoracica. Tra i suoi considerevoli tirocinanti c'è la cardiologa Hannah Valantine, originaria del Gambia, nominata nel 2014 Direttore Operativo per la diversità del personale scientifico del National Institutes of Health negli Stati Uniti, e Philip Caves, chirurgo cardiotoracico, pioniere nella diagnosi precoce del rigetto del trapianto di cuore.

### La sperimentazione animale
Nel 1959, lavorando con Richard R. Lower, Shumway trapianta il cuore di un cane in un meticcio di 2 anni. L’animale era riuscito a sopravvivere otto giorni, dimostrando come fosse possibile mantenere la circolazione sanguigna in un ricevente, tutelando l'organo donato. Dopo questo esperimento, il medico e i suoi colleghi hanno trascorso i successivi otto anni a perfezionare la tecnica operando con gli animali, fino a raggiungere un tasso di sopravvivenza del 60 al 70 percento. Shumway si era espresso in merito dicendo:
"Abbiamo iniziato ad operarli [gli animali] come esercizio tecnico e incredibilmente hanno cominciato a sopravvivere."
Norman Shumway.
La sperimentazione stava diventando molto avanzata e, nel 1967, Shumway aveva annunciato di essere abbastanza fiducioso nella ricerca per avviare una sperimentazione clinica: a Stanford si sarebbe eseguito un trapianto in un paziente umano se fossero stati disponibili un donatore e un ricevente idonei.

### Le prime operazioni su esseri umani

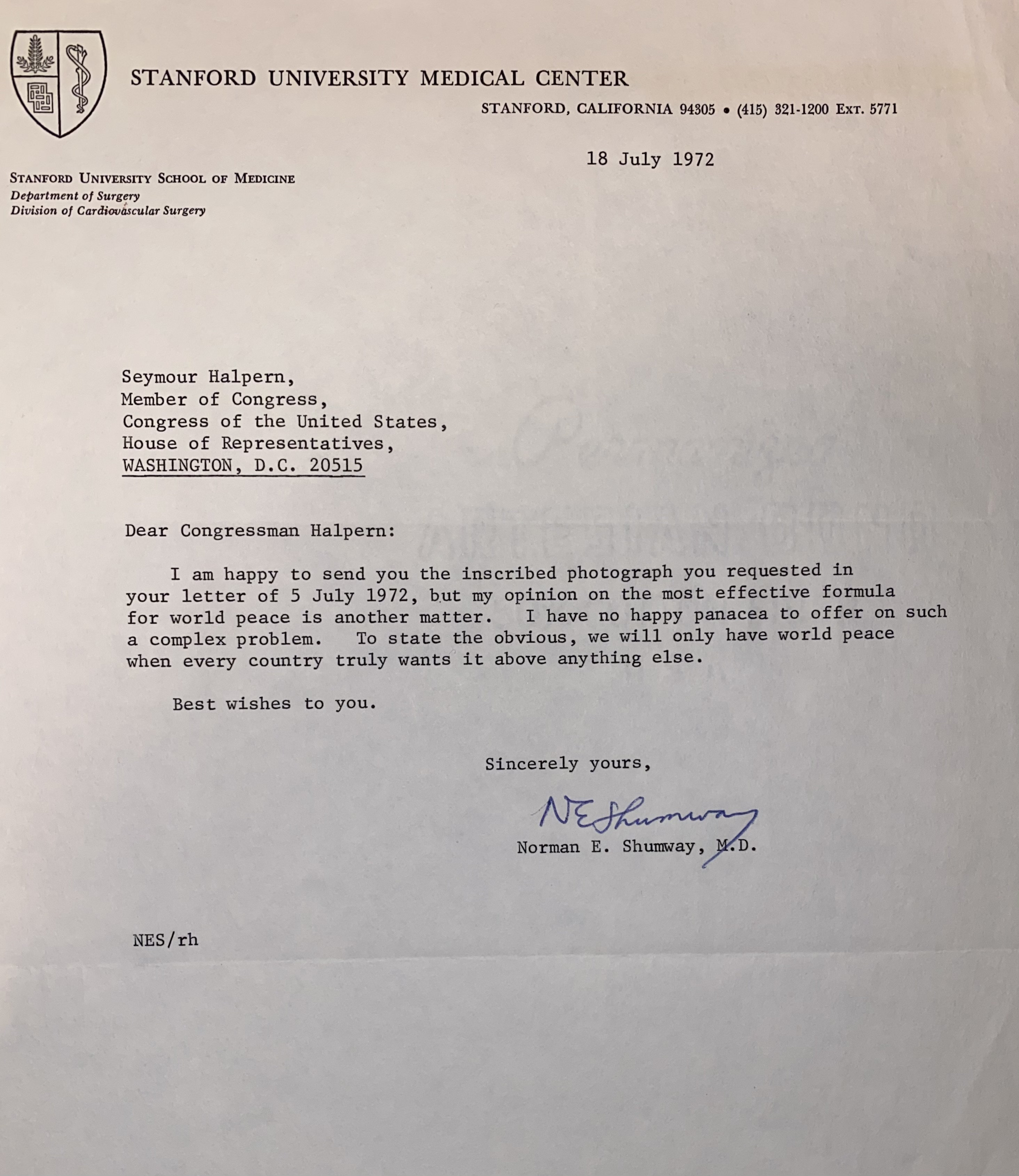
Lettera scritta e firmata da N.Shumway contenente la risposta ad una richiesta Seymour Halpern posta a varie menti illustri. Il membro del congresso chiedeva una personale soluzione per raggiungere la pace nel mondo.

In occasione della visita di Barnard presso l'Università di Stanford, Shumway torna a lavorare con il suo maestro. Anche se la legislazione degli Stati Uniti del 1967 non consentiva l'acquisizione di un organo da un donatore vivo, dopo il primo trapianto di cuore effettuato nel 1967 da Barnard in Sud Africa, il concetto di morte cerebrale, già descritto nel 1959 dal neurologo francese Pierre Mollaret, diventa più ampiamente accettato. Ciò ha dato seguito al cambiamento delle linee guida e della legislazione in vari paesi. In collaborazione con Randall B. Griepp, Shumway è stato il secondo medico ad eseguire un'operazione di trapianto di cuore umano negli Stati Uniti nel 1968, dopo l'operazione di Barnard in Sud Africa e quella di Adrian Kantrowitz al Maimonides Medical Center di Brooklyn a New York, entrambi avvenuti nel 1967. I primi anni di interventi non sono stati affatto positivi; infatti, solo pochi pazienti sono riusciti a sopravvivere per più di qualche anno, molti sono morti subito dopo il trapianto. Nel 1971, su 100 operati, 20 sopravvivevano l'anno successivo. Nonostante ciò, Shumway è stato l'unico chirurgo americano a continuare ad eseguire l'operazione dopo gli scarsi risultati di questi primi trapianti.
I progressi costanti sono avvenuti nel decennio successivo attraverso un'attenta selezione di donatori e riceventi, maggiori sforzi per aumentare il pool di donatori, miglioramenti nella conservazione degli organi e uno studio approfondito delle biopsie cardiache, possibile grazie allo sviluppo di farmaci usati per prevenire il rigetto dell'organo estraneo. Nel 1980 il suo team è stato il primo a introdurre dopo le operazioni di trapianto di cuore, la ciclosporina, farmaco immunosoppressore.
Nel 1981 Shumway e il cardiochirurgo Bruce Reitz, hanno eseguito il primo trapianto combinato cuore-polmone di successo. La paziente era una agente pubblicitaria di 45 anni, Mary Gohlke, che ha vissuto altri cinque anni scrivendo anche un libro su questa esperienza. Verso la fine degli anni '80, il trapianto di cuore è stato effettuato anche sui bambini.

### Gli ultimi anni
Shumway è morto di cancro ai polmoni a Palo Alto nel 2006, il giorno dopo il suo 83º compleanno. L’ultimo dei suoi 447 lavori scientifici era stato pubblicato tre mesi prima della sua morte. 
"Ha sviluppato uno dei reparti di chirurgia cardiotoracica più illustri al mondo a Stanford, ha formato leader che ora guidano questo campo della chirurgia in tutto il pianeta e ha creato un record di risultati che pochi potranno mai rivaleggiare. Il suo impatto sarà di lunga durata e il suo nome sarà ricordato nei decenni. Ci mancherà Norman e la dignità e l'eccellenza che ha portato alla medicina e a Stanford.”
Philip Pizzo.

## Il primo trapianto senza rigetto
A Palo Alto, in California, alle 14.00 del 5 gennaio 1968, un uomo di 54 anni di nome Mike Kasperak aveva subito un gravissimo infarto miocardico ed era stato ricoverato d’urgenza allo Stanford Medical Center. Era un paziente cardiopatico in trattamento presso il medesimo ospedale per uno scompenso cardiaco di grado avanzato; le sue condizioni erano così gravi che i medici avevano concluso che l'unica terapia possibile per salvargli la vita era il trapianto cardiaco. Nelle stesse ore, una donna di 43 anni, Virginia-Mae White, era improvvisamente caduta e rimasta priva di sensi nella vicina cittadina di Mountain View. Ricoverata immediatamente nel medesimo ospedale, Virginia aveva subito un'emorragia intracranica che aveva causato delle lesioni cerebrali estese ed irreversibili. Il marito, Bill White, ha dato il consenso per il prelievo del cuore ricordando bene come la moglie ammirasse la decisione di Edward Darvall, padre della donatrice del primo trapianto di cuore umano di successo al mondo; egli, infatti, aveva acconsentito all' esportazione dell’organo dalla figlia Denise. 
L’ambulanza che portava Virginia White con i polmoni collegati al respiratore artificiale e con il cuore ancora battente, era arrivata a Stanford alle 15.30 del 6 gennaio 1968. L’équipe di Shumway era pronta. Mike Kasperak aveva dato il suo consenso e l’intervento era iniziato subito. L’operazione si era svolta in modo ineccepibile: era il compimento di quasi 10 anni di studio e sperimentazione condotta in modo rigoroso e nel corso della quale erano stati analizzati tutti i dettagli ed erano stati risolti tutti i problemi di ordine tecnico che si erano man mano evidenziati. La notizia del trapianto si iniziava a diffondere immediatamente, ancora prima del termine dell’intervento. Shumway doveva rispondere alle domande di decine di giornalisti che affollavano i corridoi dell’ospedale. Nei giorni immediatamente successivi, il decorso post operatorio di Mike Kasperak sembrava procedere in modo soddisfacente ma, una settimana dopo il trapianto, mentre il cuore continuava a funzionare regolarmente, si presentavano i primi sintomi di insufficienza epatica a cui si aggiungeva un’emorragia provocata da un’ulcera gastrica. Poiché il sanguinamento non cessava con la terapia medica, il 19 gennaio Shumway riportò il paziente in sala operatoria per eseguire un nuovo intervento e tentare di controllare la fuoriuscita di sangue dallo stomaco. Le condizioni generali continuavano ad aggravarsi e, nelle prime ore del mattino del 21 gennaio, Mike Kasperak muore per una gravissima emorragia gastrica, quattordici giorni dopo il trapianto. La morte non poteva essere attribuita al rigetto, ma alle complicanze provocate dalle sue gravissime condizioni pre-operatorie.

## La tecnica ortotopica

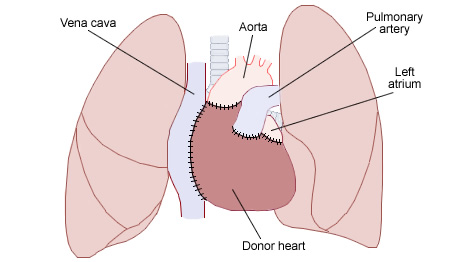
Illustrazione schematica di un trapianto ortotopico.

Shumway ha eseguito il suo primo intervento su un adulto il 6 gennaio 1968, allo Stanford University Hospital, prendendo in esempio il primo intervento di Christian Barnard avvenuto presso il Groote Schuur Hospital.  La procedura d’intervento tradizionale era stata studiata per essere messa in pratica pochi anni prima, nel 1958, da Richard Lower e Shumway stesso. I due dottori, avevano sviluppato la tecnica ortotopica, che prevedeva le seguenti tappe operative:
- Sternotomia, ovvero l'apertura chirurgica dello sterno, che consente al chirurgo di accedere alla cavità toracica in cui risiede il cuore.
- Apertura del sacco pericardico con deviazione dei vasi sanguigni del paziente verso il sistema cuore-polmoni, adibito al controllo della circolazione extracorporea.
- Rimozione del cuore malato ad eccezione di parte dell'atrio sinistro, e inserimento del cuore donato.
- Collegamento, mediante suture, tra cuore donato e vasi cardiaci afferenti ed efferenti del paziente ricevente ad eccezione dei nervi.

Terminate queste fasi, il chirurgo operante deve verificare che il cuore riprenda a battere.
Questo è un approccio chirurgico alternativo poiché il cardiochirurgo inserisce il cuore donato senza rimuovere quello malato. In Italia, la messa a punto di questa tecnica e il primo trapianto cardiaco sono avvenute a Padova, ad opera del Professor Vincenzo Gallucci, al quale è stato dedicato il Centro di Cardiochirurgia dell’Azienda Ospedale-Università Padova.

## Personalità

### L'approccio all'insegnamento
Shumway ha l’onorevole merito di aver formato un numero molto elevato dei migliori cardiochirurghi del mondo. Il suo approccio, contrariamente alle convenzioni dell'epoca, era quello di allontanarsi dai riflettori e dare ai suoi giovani allievi maggiori responsabilità in sala operatoria, migliorando notevolmente l'esperienza di apprendimento. Shumway insegnava la tenacia, la perseveranza davanti agli ostacoli, un metodo di lavoro pratico ed innovativo basato sullo studio in laboratorio prima di compiere un intervento pratico.

Così lo ricorda William Brody, presidente della Johns Hopkins University dal 1996 al 2009, ed ex tirocinante di Shumway:

"Non ho mai lavorato così duramente nella mia vita e non ho mai imparato così tanto e avuto così tante responsabilità in giovane età". “Era un brillante insegnante e un grande psicologo. Essere in sala operatoria con Shumway era il culmine della tua giornata perché era brillante e spiritoso. In un momento in cui tutti rendevano la chirurgia cardiaca complessa, lui la faceva sembrare facile." William Brody.
Luciano Bresciani, cardiochirurgo ed ex assessore alla Salute della Provincia di Como, nonché responsabile della Sanità lombarda dal 2007 al 2012, offre, in un articolo sul Corriere di Como, un breve racconto del periodo trascorso accanto al grande Christiaan Barnard. Ed è proprio al grande maestro Barnard che Shumway si è ispirato, preparatissimo e pronto a sviluppare le sue ricerche e modificare l’approccio clinico chirurgico. Bresciani mette in evidenza importanti tratti del suo carattere che si riflettono anche in Shumway, nel suo approccio alla medicina, allo studio, all’insegnamento e alla vita. 
” Lui sfidò se stesso inventando una nuova tipologia di trapianto e noi ci sentivamo parte di questa sfida: il nostro scopo era il successo per il paziente e non fare carriera."
Luciano Bresciani.  

### Carattere
Shumway, un uomo reticente a cui non piaceva pubblicizzare i suoi successi, ha affermato di fronte una folla di pazienti che avevano subito un trapianto di cuore, in una riunione nel 2003 presso l'Università di Stanford, che era "gratificante vedere i cambiamenti che hanno reso il trapianto di cuore un'esperienza quasi ordinaria". Alla festa della riunione, che ha segnato anche il suo 80 ° compleanno, ha elogiato i pazienti, dicendo loro: "Ci avete fatto sembrare bravi". Li chiamava: 
"I veri eroi... così meravigliosi, così forti, così coraggiosi."
Norman Shumway.

## Vita privata
All'Università del Minnesota conosce l'infermiera Mary Lou Stuurmans. I due si sono sposati nel 1951 e hanno avuto quattro figli; la primogenita Sara è nata nel Louisiana, Mike, Lisa ed Amy invece, nel Minnesota. Mike ha poi seguito il padre diventando il responsabile del reparto di trapianti cardiaci e polmonari presso l'Università del Minnesota. 

## Opere principali
"Suppression of Rejection Crises In the Cardiac Homograft", scritto con Richard R. Lower e Eugene Dong, dal The Journal of Thoracic and Cardiovascular Surgery, Febbraio 2009. 

## Riconoscimenti

Ciclosporina

Per i suoi studi e le sue tecniche Shumway ha ottenuto diversi riconoscimenti tra cui il Cameron_Prize_of_the_University_of_Edinburgh Premio Cameron dall' Università di Edimburgo (1976) per l'uso pionieristico della ciclosporina nella chirurgia dei trapianti di cuore. Tale riconoscimento può essere assegnato ogni due anni e consiste nell’addebito di una somma pari a £ 2.000.
In aggiunta, Shumway ha ottenuto la Medaglia Lister nel 1994, premio presentato dal Royal College of Surgeons, in seguito ai suoi contributi nella scienza chirurgica. La medaglia prende il nome dal chirurgo inglese Joseph Lister (1827-1912) che aveva lavorato sugli antisettici e gettato le basi della chirurgia sterile moderna. Alla sua morte fu creata la Memorial Fund Lister, con l'obiettivo di dare rispetto e un segno durevole alla sua memoria. La cerimonia di riconoscimento del premio consiste nell’assegnazione ogni tre anni di denaro e una medaglia di bronzo, diventata dal 1984 d’oro. La Medaglia Lister è uno degli identificativi più prestigiosi che un chirurgo può ricevere. Il rovescio della medaglia è costituito da una rappresentazione di un busto di Lord Lister. Il retro ha il nome del destinatario, con la dedica: “Per importanti contributi alla scienza chirurgica”. Infine, è stato il primo medico a ricevere il premio alla carriera assegnato dalla International Society for Heart and Lung Transplantation (ISHLT).